# Új Hírek (folyóirat)
Új Hírek – Kolozsvárt 1927. július–november között megjelent politikai, közgazdasági és kulturális lap. Főszerkesztője Gara Ákos, felelős szerkesztője Molitórisz Pál volt. Összesen 18 számában Ady Endre, Gaál Gábor, Seress Marcell, Zelk Zoltán (Zilahi Zoltán álnéven) írásai olvashatók; a szerkesztő interjút közöl Kassák Lajossal.